# Саат кула (Стар Дойран)
Саат кула (на македонска литературна норма: Саат кула) е полуразрушена часовниковата кула в град Дойран, Република Македония.
Разположена е на рида на Дойранското езеро, където преди разрушаването на града се е намирала Горната чаршия, хамамът и чешмата. Кулата е разрушена заедно с града през Първата световна война.
Кулата е изградена в стил клазомене. Висока е била 10 m. Вероятно е построена в 1372 година от Евренос, тъй като в един документ се казва, че заради това, че Бог е спасил войската му, той направил тази кула.